# رايسا شون
رايسا شون (مواليد 3 أكتوبر 2001) هي لاعبة كرة طائرة شاطئية هولندية، شاركت في الألعاب الأولمبية الصيفية 2020.